# Киноведение

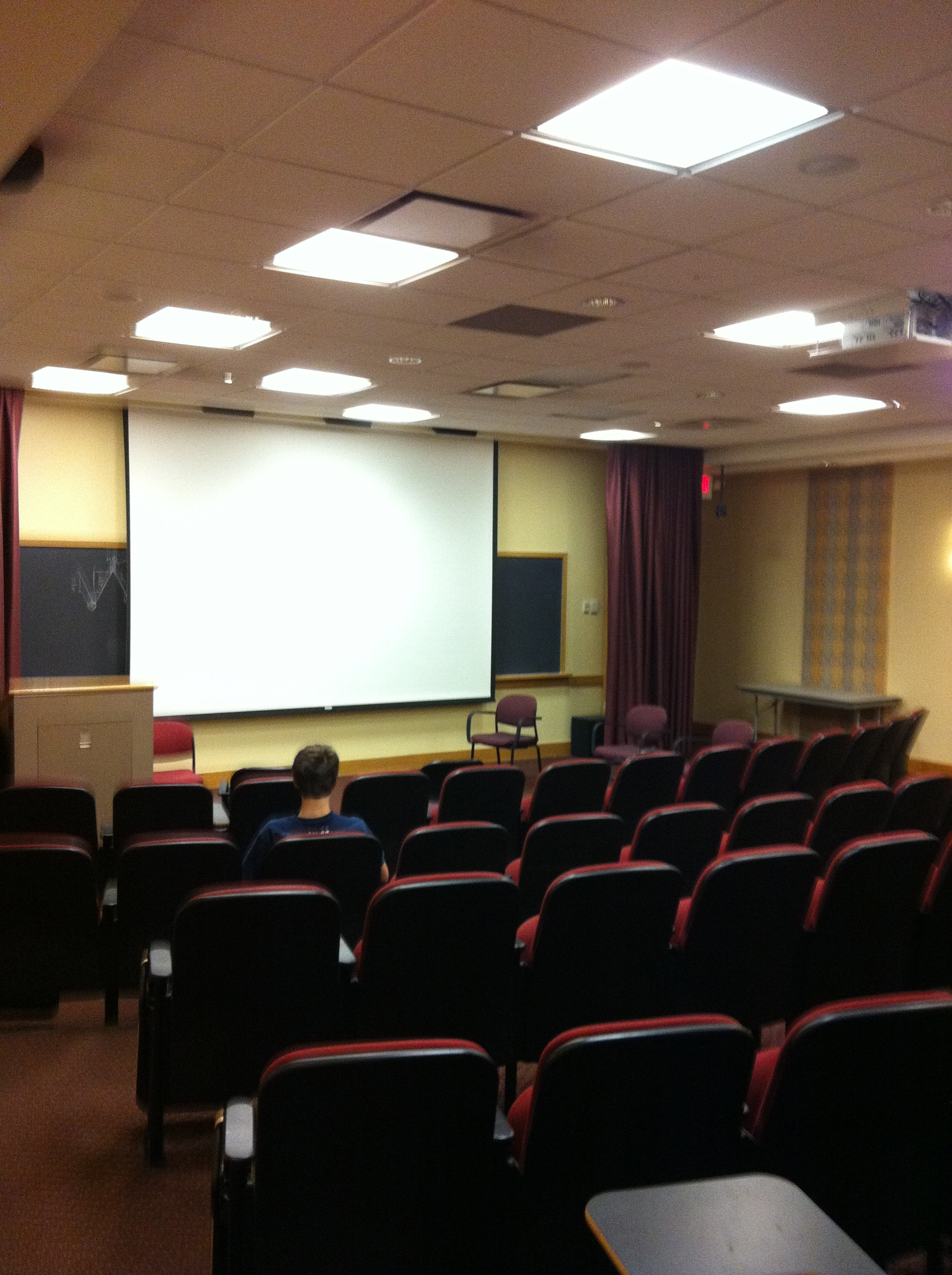
Комната для показа фильмов в Джорджтаунском университете, Вашингтон

Кинове́дение (англ. film studies) — наука о теории, истории и социологии кинематографа, киноискусства. Оценка современного кинопроцесса, оперативное рецензирование фильмов осуществляется кинокритикой. Существует также архивное киноведение.

## Специальности
В России профессии киноведа, кинокритика обучают во ВГИК, СПбГИКиТ и в других высших учебных заведениях медийного профиля.
В мире издаётся киноведческая пресса, поддерживаются сотни интернет-сайтов о кинематографе.

## В России
В России есть Гильдия киноведов и кинокритиков, которая присуждает ежегодные призы в области кинематографа, киноведения и кинокритики.
После Перестройки отечественная отрасль претерпела значительные метаморфозы, появились новые имена.